# 스물 아홉살
"스물 아홉살"은 2011년에개봉함.

## 캐스팅
- 박용연 : 민성 역
- 김영무 : 정욱 역
- 박규리 : 소연 역
- 김아현 : 가영 역
- 이재환 : 재규 역
- 이정호 : 진욱 역
- 우혜진 : 시내 역
- 권미현 : 센터장 역
- 전화성 : 사장 역
- 오성미 : 성미 역
- 최미진 : 강사 역
- 이정규 : 레스토랑 사장 역